# 孟定湍蛙
孟定湍蛙（学名：Amolops mengdingensis），一种于中华人民共和国云南省耿马傣族佤族自治县孟定镇发现的两栖动物，隶属于蛙科湍蛙属。

## 形态特征
孟定湍蛙雄蛙体长36.9～40.2毫米，雌蛙体长64.3毫米左右。身体背面皮肤光滑，呈浅绿色，具有深色斑点；四肢背面灰棕色，后肢具有深棕色条纹；身体腹面白色，浅黄斑驳。